# Marcus Æmilius Scaurus (préteur en -56)
Pour les articles homonymes, voir Aemilius Scaurus, Marcus Aemilius Scaurus et Marcus Aemilius Scaurus (sénateur).
Marcus Aemilius Scaurus est un homme politique de la fin de la République romaine. Selon Pline l'Ancien, il est le premier grand collectionneur romain de pierres précieuses taillées.

## Famille
Il est un des Aemilii Scauri, membres de la gens des Aemilii. Il est le fils de Marcus Aemilius Scaurus et de Caecilia Metella Dalmatica qui se remarie plus tard à Sylla, dont Scaurus hérite une grande fortune. Il épouse Mucia Tertia qui a été mariée auparavant à Pompée. De ce mariage naît un fils appelé Marcus Aemilius Scaurus, demi-frère de Sextus Pompée, le fils de Pompée et Murcia.

## Biographie

### Jeunesse
Marcus Aemilius Scaurus perd son père alors qu'il est encore très jeune. Son éducation est prise en charge par plusieurs amis de la famille. Parmi ceux-ci, Pompée, brièvement marié à Aemilia Scaura, sœur de Scaurus, avant qu'elle ne meurt en couches, porte un intérêt particulier au jeune homme.

### Intervention de Pompée en Judée
Durant la troisième guerre de Mithridate, Pompée nomme Scaurus tribun militaire. Pompée profite de la victoire sur Mithridate pour étendre la domination romaine sur la région et crée la province de Syrie à la tête de laquelle il place Scaurus comme légat. En 64, il est envoyé en Judée avec pour mission de gérer le conflit entre les frères Hyrcan et Aristobule, fils de la reine Salomé Alexandra, qui se disputent le trône du royaume hasmonéen. Aristobule parvient à s'emparer du trône et de la fonction de grand prêtre. En réaction, Hyrcan s'allie à Arétas III de Nabatène à qui il promet des concessions territoriales en échange d'un soutien militaire. Arétas envoie alors 50 000 hommes en Judée et assiège Aristobule dans Jérusalem,.
Bloqué dans Jérusalem, Aristobule en appelle à Pompée par l'intermédiaire de Scaurus, offrant une importante compensation financière. Scaurus contraint Aretas III à lever le siège mais Aristobule, une fois libéré, l'accuse de lui avoir extorqué mille talents. Aristobule poursuit alors l'armée des Nabatéens qu'il défait à Papyron. Pompée intervient en personne pour régler le conflit entre les deux frères et en 63, il place Hyrcan à la tête de la Judée. En 62 av. J.-C., alors que Pompée retourne à Rome, Scaurus porte la guerre sur le territoire des Nabatéens et assiège Pétra, leur capitale. Il lève le siège en échange du paiement de 300 talents.

### Fin de carrière

#### Les jeuxMegalenses
En 58, alors qu'il est édile curule, Scaurus organise des jeux édiliciens, les jeux Megalenses, comportant une représentation théâtrale et qui resteront en mémoire du fait de leur extravagance. Il y consacre en effet la fortune que lui a léguée son père et fait construire un immense mur de scène comptant 360 colonnes sur trois étages et orné de près de 3 000 statues. D'après Pline l'Ancien, le premier étage fait un peu plus de 11 mètres de haut, soit une hauteur totale pour le mur de scène de près de 40 mètres pour une scène longue de 90 mètres. Toujours selon Pline l'Ancien, les gradins sont prévus pour accueillir 80 000 spectateurs, faisant de ce théâtre le plus grand du monde romain. Peu après, Pompée fait construire un autre grand théâtre, permanent cette fois-ci, pour rivaliser avec la réalisation de Scaurus.

#### Préture, propréture et exil
Préteur en 56 puis propréteur en Sardaigne en 55 av. J.-C., Scaurus revient à Rome en 54 et brigue le consulat pour l'année 53. Mais au cours de la période électorale, les consuls en fonction, qui se sont déjà entendus avec deux candidats pour leur succéder, portent contre lui une accusation de repetundis, c'est-à-dire qu'il est accusé d'avoir abusé de son pouvoir de propréteur en Sardaigne. Ayant recours à six avocats, dont Cicéron, Quintus Hortensius Hortalus et Clodius, et neuf consulaires qui témoignent en sa faveur, il est acquitté. Il perd néanmoins le soutien de Pompée. Les autres candidats ayant été également convaincus de malversations, les élections sont reportées par les tribuns jusqu'à ce que l'année débute, sans consul élu. Il faut attendre le mois de juillet pour que Marcus Valerius Messalla Rufus et Cnaeus Domitius Calvinus soient élus consuls. En 53, Scaurus est accusé d'ambitio (« amour du pouvoir » qui est cause de corruption et d'immoralité) et est condamné à l'exil. Malgré le prestige de sa famille et sa fortune, il n'atteint jamais le consulat.
Du fait de ses liens avec Sextus Pompée, il est possible que Scaurus ait figuré sur la liste de la proscription de 43 av. J.-C.